# 裴氏关木通
裴氏关木通（学名：Isotrema petelotii）是马兜铃科关木通属的一种植物。分布于中国的云南以及越南。
檐部钟形, 内面黑紫色或大红色而具白色斑块, 或纯淡黄色无斑块。。